# Epacris
Epacris é um género botânico pertencente à família Ericaceae.

## Espécies seleccionadas
- Epacris acuminata
- Epacris apsleyensis
- Epacris barbata
- Epacris breviflora
- Epacris exserta
- Epacris glabella
- Epacris heteronema
- Epacris impressa
- Epacris lanuginosa
- Epacris longiflora
- Epacris microphylla
- Epacris mucronulata
- Epacris obtusifolia
- Epacris paludosa
- Epacris pulchella
- Epacris purpurascens
- Epacris reclinata
- Epacris rigida
- Epacris serpyllifolia
- Epacris stuartii
- Epacris tasmanica
- Epacris virgata